# Llenguatge escrit

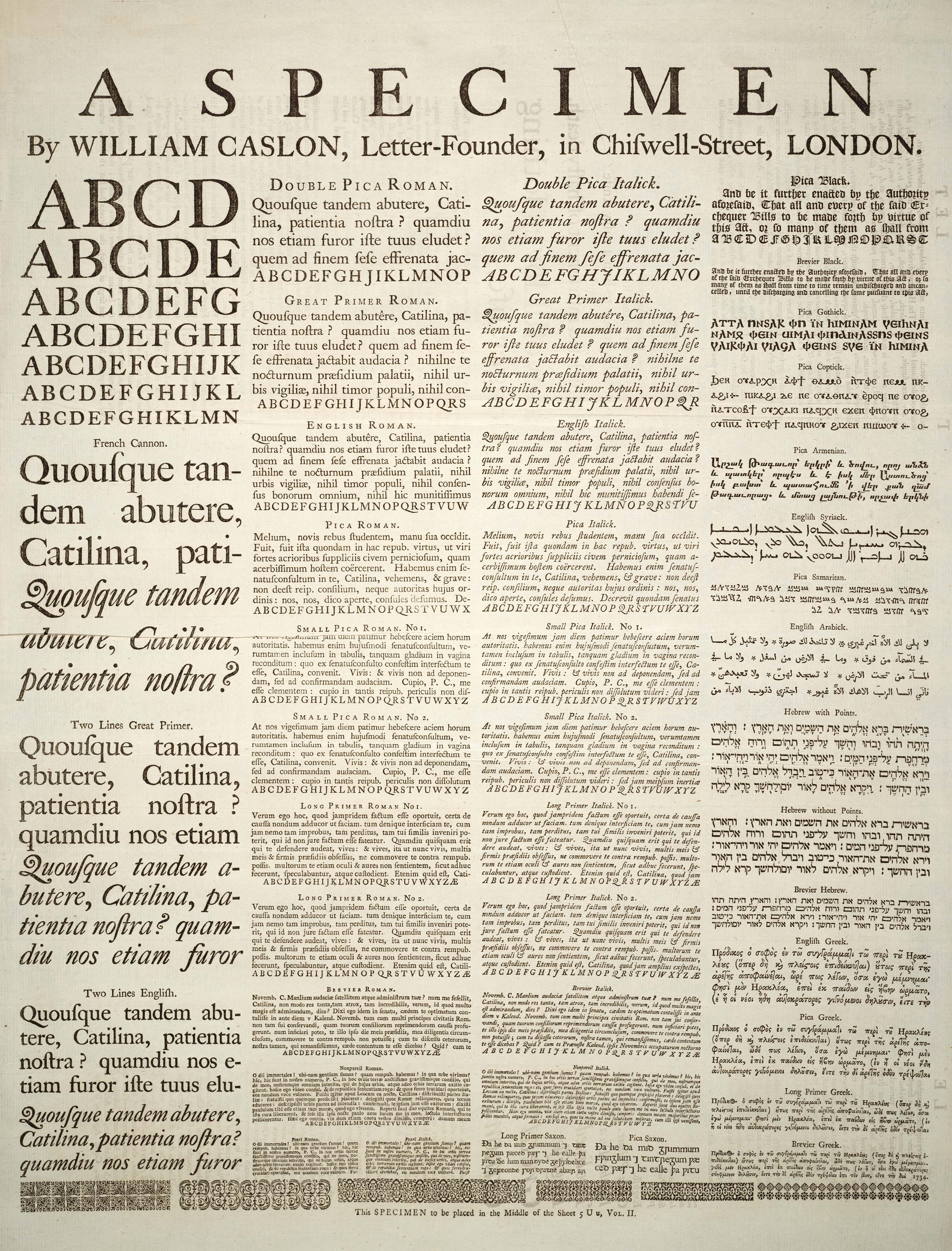
Una mostra de composició tipogràfica i llenguatge, de William Caslon, carta creada; de la Cyclopaedia del 1728.

El llenguatge escrit és la representació d'un idioma per mitjà d'un sistema d'escriptura.
El llenguatge escrit existeix només com a complement per especificar el llenguatge parlat. És a dir, no hi ha cap llenguatge que només s'escrigui (o s'escrigués). Tanmateix, sovint el llenguatge és considerat com una forma forma més «correcte» i estàndard de l'idioma.
Els llenguatges escrits evolucionen més lentament que les seves respectives llengües parlades. Quan un o més registres d'una llengua divergeixen molt d'una llengua parlada, el resultat és anomenat "diglòssia". Tanmateix, aquesta diglòssia és considerada com un llenguatge literari i altres registres, especialment si el sistema d'escriptura en reflecteix la pronunciació.
Les últimes investigacions sobre l'aprenentatge del llenguatge escrit revelen que es produeix de manera total i no fragmentada. És per això que els mestres han de canviar les seves formes d'ensenyament. El Programa d'Educació Preescolar 2004 diu que «...l'aprenentatge del llenguatge escrit és un treball intel·lectual i no una activitat motriu» i suggereix que l'apropament a aquest contingut es realitzi a través d'obrir oportunitats per explorar i conèixer els diversos tipus de text que es fan servir a la vida quotidiana, així com participar en situacions on s'utilitzi el llenguatge escrit tal com és: textos complets, idees completes, amb significat i sentit comunicatiu. Es pot abordar a partir de situacions que impliquin l'ús dels diversos textos:
- Taller de cuina a través de preparar plats basant-se en receptaris.
- Escriure cartes a un company malalt o que compleix anys, a la mama o el papa, etc.
- Seleccionar i buscar informació a partir d'una investigació sobre un problema determinat.
- Lectura gratuïta a través del llibre de la setmana.
- Elaboració d'un diari de grup o personal, amb l'ajuda dels pares i el mestre.
- Elaboració de recomanacions per a nens d'altres grups sobre quins llibres llegir de la biblioteca escolar o de l'aula.
- Elaborar un llibre de poemes amb aportacions de tots els membres del grup.
- Lectura de notícies dels diaris locals.
- Elaboració del diari o la gaseta del grup.

Dependrà del compromís de cada mestre per reorientar el seu procés d'ensenyament, de la capacitat de "desaprendre" les velles pràctiques, que encara es valoren però que pels nens no tenen cap sentit.